# Vladimir Roesanov

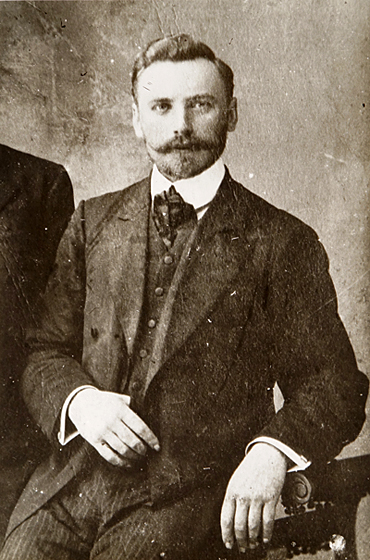
Vladimir Roesanov

Vladimir Aleksandrovitsj Roesanov (Russisch: Владимир Александрович Русанов) (Orjol, 15 november [O.S. 3 november] 1875 – waarschijnlijk ten noorden van het schiereiland Tajmyr, waarsch. 1913) was een Russisch poolonderzoeker en geoloog, die bekendheid verkreeg door onderzoek op Nova Zembla.

## Jeugd en studie
Roesanov werd geboren in een familie van handelaren. Zijn vader was echter vlak voor zijn dood financieel gezien geruïneerd en liet zijn gezin zo zonder middelen achter.
Tijdens zijn studie kwam Roesanov in contact met revolutionaire ondergrondse groeperingen en in 1896 werd hij lid van de sociaaldemocratische arbeidersbeweging. Nadat hij in 1897 zijn school had afgesloten, studeerde hij vervolgens aan het Instituut voor Natuurwetenschappen van de Universiteit van Kiev, maar vanwege zijn politieke activiteiten werd hij weggestuurd als student. Op 4 mei 1897 werd hij gearresteerd. Tijdens zijn periode in de gevangenis las hij boeken over de ontdekkingen van de 19e eeuw. Hij was in het bijzonder geïnteresseerd in een werk van Fridtjof Nansen genaamd In nacht en ijs: De Noorse Poolexpeditie 1893–1896. In 1899 werd Roesanov weer vrijgelaten, maar stond nog wel onder politietoezicht. In 1901 werd Roesanov naar Oest-Sysolsk verbannen, waar hij als landmeter werkte en tijdens excursies het omliggende gebied natuurwetenschappelijk onderzocht.
In 1903 vluchtte Roesanov naar Parijs, waar hij zich inschreef aan de Sorbonne, om daar zijn natuurwetenschappelijke studie te voltooien. Roesanov specialiseerde zich in de geologie en verdiepte zich met name in de vulkanologie, waarbij hij zich intensief bezighield met de uitbarsting van de Vesuvius van 1906.

## Nova Zembla

Nova Zembla met de Matotsjkin Sjar

### Eerste expeditie naar de Matotsjkin Sjar
In het voorjaar van 1907 keerde Roesanov terug naar Rusland, waar hij tot zijn eigen verbazing gesteund werd door de hoogste staatskringen bij de voorbereidingen van een poolexpeditie naar Nova Zembla. De reden hiervoor was dat het tsaristische Rusland zijn heerschappij over de Barentszzee en de Karazee in het gedrang zag als gevolg van Noorse expedities naar deze gebieden.
Midden juli 1907 monsterde hij aan op het stoomschip Koroleva Olga Konstantinovna, dat naar de Karazee voer via de Matotsjkin Sjar. In september keerde het schip succesvol terug naar Archangelsk en ging Roesanov terug naar Parijs.

### De Franse expeditie van Bénard
In Frankrijk was zijn onderzoek opgemerkt en Roesanov werd uitgekozen voor het begeleiden als geoloog van een Franse expeditie naar Nova Zembla in 1908 onder kapitein Charles Bénard. Daar eenmaal aangekomen ontdekte Roesanov grote voorkomens van mineralen en voltooide hij de eerste doorkruising van Nova Zembla over land. Deze expeditie onderstreepte Roesanovs reputatie als uitstekend geoloog en waaghalzige avonturier.
Bij terugkomst in Parijs richtte Roesanov zich op het onderzoek naar de aangetroffen elementen, met name het voorkomen van siluur. Verder trok hij verbazende conclusies met betrekking tot de begroeiing van de Arctis met Devoonse fauna.

### De derde expeditie
In 1909 nam Roesanov opnieuw deel aan een poolexpeditie. Officieel stond deze onder leiding van J.V. Kramer, maar in de praktijk voerde Roesanov het gezag. Op 4 juli 1909 vertrok de vijfkoppige bemanning op het stoomschip Koroleva Olga Konstantinovna vanuit de haven van Archangelsk. Op 9 juli landde het schip bij Nova Zembla, waar Roesanov een basiskamp liet opzetten. Bij het opzetten hiervan verwondde Roesanov zich zwaar aan zijn voet, maar ondanks zijn verwonding en het slechte weer vertrok hij toch mee naar het binnenland. Zijn geologisch onderzoek bleef niet zonder resultaat; zo ontdekte hij talrijke mineralen als steenkool, marmer, diabaas en leisteen. Daar Roesanov ervan uitging dat Nova Zembla het ideale tussenstation was voor een nog te vinden Noordoostelijke Doorvaart, onderzocht hij ook de stromingen aan de westkust van het eiland. Tijdens deze en de twee volgende expedities werd hij geholpen door gids Tyko Vylka, het latere hoofd van de sovjet van Nova Zembla.

### Omzeiling van het Noordeiland
In 1910 kreeg Roesanov voor het eerst zelf alleen de leiding over een expeditie naar Nova Zembla. Aan boord van de Dmitri Soloenski, met de ervaren poolvaarder Grigori Pospelov aan het roer, voer hij uit op 12 juli. Op 20 juli bereikte de goed uitgeruste expeditie de zeestraat Matotsjkin Sjar en een krappe maand later het doel: het noordelijkste punt van Nova Zembla, Kaap Zjelania. Een poging om het Noordereiland (Severnyeiland) te omvaren om vervolgens langs de oostkust terug te varen mislukte aanvankelijk en daarom keerde de expeditie terug naar de noordkaap van het eiland, waar de Dmitri Soloenski op 19 augustus door het ijs ingesloten raakte en dreigde te worden gekraakt door het ijs. Het schip werd meegevoerd naar het oosten, maar wist zich uiteindelijk toch uit het ijs te bevrijden en bereikte op 31 augustus 1910 de Matotsjkin Sjar, waarmee Roesanov het als eerste gelukt was het Noordeiland van Nova Zembla te omzeilen.

### Omzeiling van het Zuideiland
In 1911 voer Roesanov voor een vijfde maal uit, ditmaal aan boord van de Polar, met het doel het Zuidereiland van Nova Zembla (Joezjnyeiland) te omvaren. Dit was al eerder geprobeerd, maar door gebrek aan brandstof moesten de pogingen steeds worden opgegeven. Het hoofddoel van de expeditie was echter meteorologisch en hydrografisch onderzoek. De expeditie van Roesanov leverde nieuwe inzichten op over de oppervlaktestroming van deBarentsz- en Karazee.

## Roesanovs laatste expeditie

### Spitsbergen
Op 9 juli 1912 vertrok Roesanov samen met 13 metgezellen op de Hercules vanuit de haven van Aleksandrovsk (aan de Moerman) (nu Poljarny) nabij Moermansk om aan zijn laatste expeditie te beginnen. Het officiële doel was Spitsbergen, waar Roesanov het steenkoolpotentieel moest onderzoeken. Het schip werd bestuurd door Aleksandr Koetsjin, die ook de stuurman van Roald Amundsen was geweest tijdens zijn expeditie naar de zuidpool. Onder de veertien bemanningsleden bevond zich een vrouw, de Franse verloofde van Roesanov. Naast Roesanov bevonden zich nog een geoloog en een zoöloog aan boord.
Op 16 juli werd de westkust van Spitsbergen bij Bellsund bereikt. Het was de bedoeling dat Roesanov eind oktober van dat jaar de Hercules weer zou terugbrengen, maar de omvangrijke pooluitrustingen en voorraden voor anderhalf jaar lijken er echter sterk op te wijzen dat Roesanov vanaf het begin van plan was om meer gebieden dan alleen Spitsbergen aan te doen. Samen met twee matrozen liep hij dwars over het eiland naar de oostkust. Op de terugweg viel Roesanov in een gletsjerspleet, maar bleef als door een wonder ongedeerd. Vervolgens onderzocht hij met behulp van de Hercules de hele westkust, ontdekte talrijke voorkomens van steenkool en plaatste 28 markeringspunten, die het recht van Rusland op de exploitatie van de hulpbronnen op Spitsbergen moesten weergeven. De Sovjet-mijnbouw zou er later startten vanaf de jaren '20. Daarnaast verrichtte Roesanov ook paleontologisch, zoölogisch, botanisch en oceanografisch onderzoek op Spitsbergen.

### De zoektocht naar de Noordoostelijke Doorvaart
Vervolgens stuurde Roesanov de geoloog, zoöloog en de volmatroos op een Noors stoomschip terug naar Rusland, maar voer zelf zonder toestemming van Sint-Petersburg naar het oosten, in een roekeloze poging om via de Noordelijke IJszee de Grote Oceaan te bereiken, waarvoor zijn schip veel te klein was. Op 18 augustus verstuurde Roesanov een telegram op Matotsjkin Sjar, hetgeen het laatste levensteken vormde van de Hercules en haar dertienkoppige bemanning en waarin hij zijn voornemen bekendmaakte om de noordkaap van Nova Zembla te omvaren en vervolgens naar het oosten te varen op zoek naar de Noordoostelijke Doorvaart. Het bericht kwam op 27 september aan in de hoofdstad Sint-Petersburg.
In 1914 stuurde het Russisch Geografisch Genootschap tevergeefs een reddingsexpeditie met het schip de Eklips onder leiding van Otto Sverdrup uit op zoek naar Roesanov en de eveneens verloren gegane expeditie van Georgi Broesilov. In 1937 werd door het Arctisch en Antarctisch Onderzoeksinstituut een nieuwe expeditie uitgestuurd op het schip de Toros naar de Nordenskiöldarchipel, waar op een toen nog naamloos eiland van de Mona-eilanden ten noorden van het schiereiland Tajmyr gebruiksvoorwerpen van de Hercules en haar bemanning werden gevonden. Het eiland werd vervolgens ter ere van de expeditie tot Herculeseiland benoemd. Ook op het nabijgelegen eiland Popov-Tsjoektsjin van de Kolosovycheilanden, benoemd naar een matroos van de expeditie, werden sporen van de expeditie gevonden. In 1947 werden op Noordland eveneens gebruiksvoorwerpen van de expeditie gevonden.

## Naamgeving

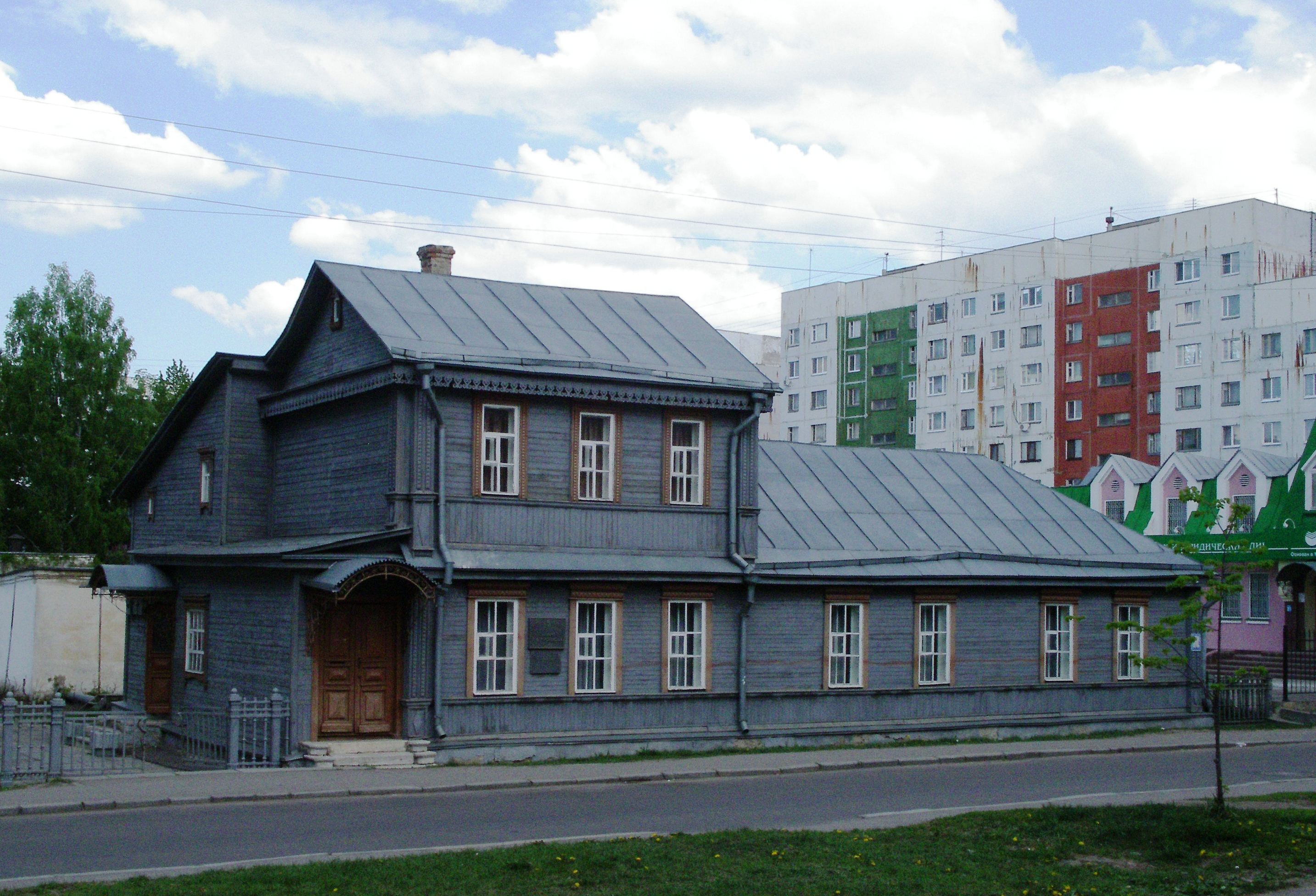
Roesanovmuseum

Naar Roesanov zijn een bocht en een schiereiland op Nova Zembla vernoemd, alsook een gletsjer op het eiland Oktoberrevolutie van Noordland en een berg in Antarctica. In zijn geboortestad Orjol is een straat naar hem vernoemd (oelitsa Roesova), waaraan zich op nummer 43 een Roesanovmuseum bevindt in het huis waar hij zijn kindertijd en jeugd doorbracht.
- Bibliothèque nationale de France: cb151256140 (data)
- Gemeinsame Normdatei: 119472201
- International Standard Name Identifier: 0000 0000 5537 1563
- Library of Congress Control Number: nr89013254
- Nationale Bibliotheek van Tsjechië: jx20060925012
- Nationale Bibliotheek van Israël: 987007352113805171
- Virtual International Authority File: 18032649
- WorldCat: E39PBJbxy7tkWpcMyp9fvwRMyd